# Dischidia ruscifolia
Dischidia ruscifolia är en oleanderväxtart som beskrevs av Joseph Decaisne och Odoardo Beccari. Dischidia ruscifolia ingår i släktet Dischidia och familjen oleanderväxter. Inga underarter finns listade i Catalogue of Life.